# Botanophila cordifrons
Botanophila cordifrons är en tvåvingeart som först beskrevs av Zetterstedt 1845.  Botanophila cordifrons ingår i släktet Botanophila och familjen blomsterflugor. Arten är reproducerande i Sverige. Inga underarter finns listade i Catalogue of Life.